# Saab Aero-X
Saab Aero-X is een door Saab gefabriceerde conceptauto die in 2006 gepresenteerd werd op de Autosalon van Genève. In 2010 kondigde Victor Muller, de nieuwe eigenaar van Saab en Chief executive officer (bestuursvoorzitter) van Spyker, aan dat men zou proberen het Saab Aero-X-project te hervatten. Saab ging echter failliet voordat deze plannen konden worden gerealiseerd.

## Technische gegevens
- Motor: 400 pk 2.8 liter dual turbo V6 (restrictor), in de lengte gemonteerd met 100 procent ethanol.
- Aandrijving: vierwielaandrijving en zevenversnellingsbak.
- Lengte: 467,5 centimeter
- Breedte: 191,8 centimeter
- Versnelling: 0–100 in 4,9 seconden
- Topsnelheid: 320 km/uur